# Trichoplusia
Trichoplusia is een geslacht van nachtvlinders uit de familie van de uilen (Noctuidae).

## Soorten
- T. ablusa Felder, 1874
- T. abrota Druce, 1889
- T. acosmia Dufay, 1972
- T. anargyra (Guenée, 1852)
- T. angulum Guenée, 1852
- T. arachnoides (Distant, 1901)
- T. aranea Hampson, 1909
- T. asapheia Dufay, 1977
- T. aspila Dufay, 1972
- T. callista Dufay, 1972
- T. capnista Dufay, 1972
- T. cinnabarina Dufay, 1972
- T. cinnabrina Dufay, 1972
- T. clarci Hampson, 1910
- T. cupreomicans Hampson, 1909
- T. chalcedona Hampson, 1902
- T. daubei Boisduval, 1840
- T. distalagma Hampson, 1913
- T. dolera Dufay, 1977
- T. elacheia Dufay, 1972
- T. epicharis Dufay, 1972
- T. eutheia Dufay, 1972
- T. exquisita Felder, 1874
- T. feisthamelii Guenée, 1852
- T. flavirosea Dufay, 1972
- T. florina (Guenée, 1852)
- T. glyceia Dufay, 1972
- T. gorilla (Holland, 1894)
- T. gromieri Dufay, 1975
- T. hedysma Joannis, 1928
- T. hemichalcea Hampson, 1913
- T. homoia (Dufay, 1968)
- T. ignescens (Dufay, 1968)
- T. ignicollis (Dufay, 1968)
- T. indicator Walker, 1857
- T. lampra (Dufay, 1968)
- T. laportei Dufay, 1972
- T. lectula Walker, 1858
- T. molybdina (Dufay, 1968)
- T. mulunga Dufay, 1972
- T. ni

Ni-uil (Hübner, 1803)
- T. nyei Dufay, 1972
- T. obtusisigna Walker, 1857
- T. orichalcea (Fabricius, 1775)

- T. oxygramma Geyer, 1832
- T. petraea Dufay, 1972
- T. photeina Dufay, 1972
- T. phytolacca Sepp, 1848
- T. rectilinea Wallengren, 1856
- T. reticulata Moore, 1882
- T. rosefasciata Carcasson, 1965
- T. roseofasciata (Carcasson, 1965)
- T. rostrata Fletcher, 1963
- T. semirosea (Dufay, 1968)
- T. sestertia Felder, 1874
- T. sogai (Dufay, 1968)
- T. spoliata (Walker, 1858)
- T. telaugea Dufay, 1972
- T. tetrastigma Hampson, 1910
- T. turlini Dufay, 1978
- T. viettei (Dufay, 1968)
- T. violascens Hampson, 1913
- T. vittata Wallengren, 1856